# Bisinchi
Bisinchi is een gemeente op het eiland Corsica. Zij behoort tot het departement Haute-Corse en het arrondissement Corte.

## Geografie

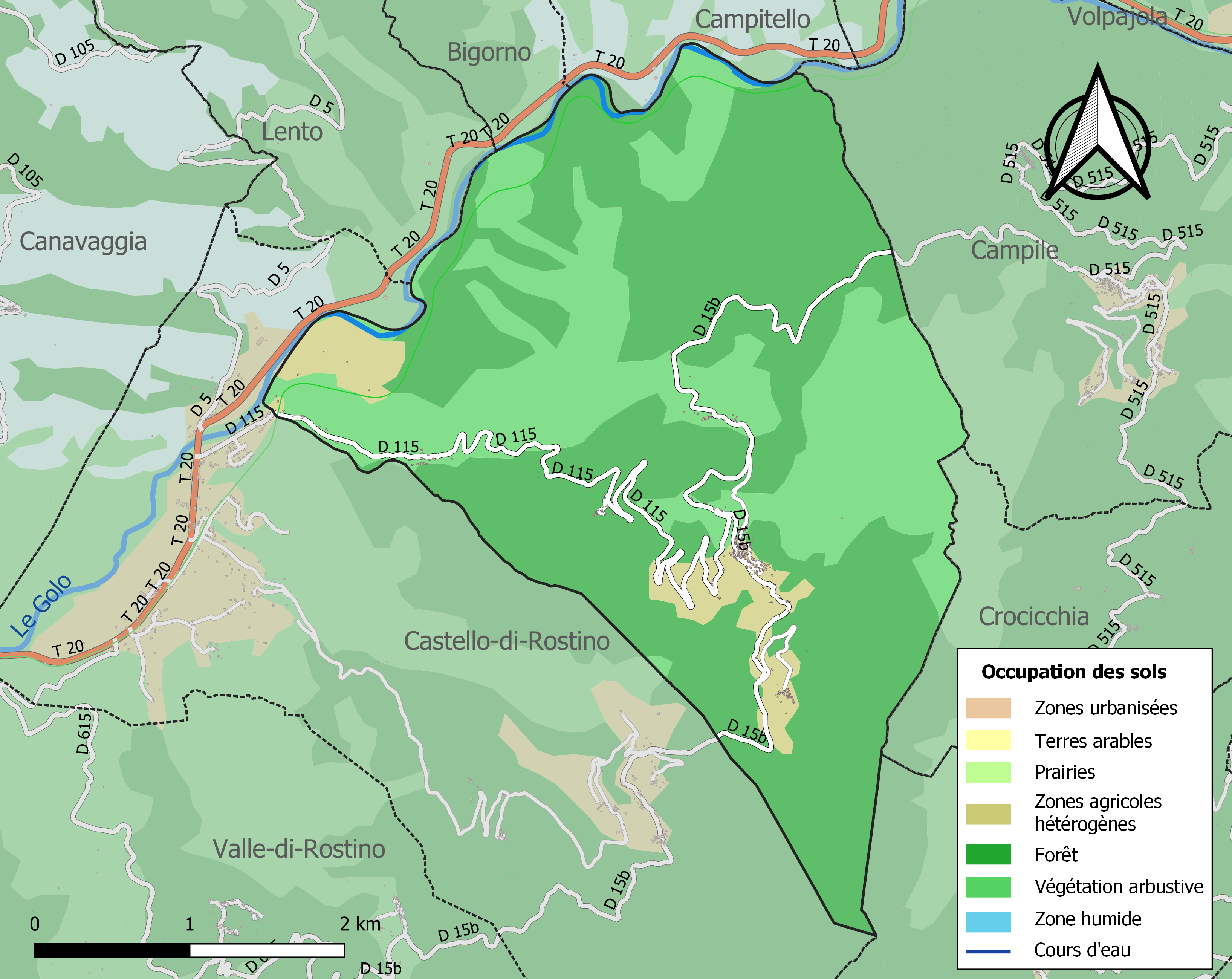
Kaart van de gemeente met de belangrijkste infrastructuur, bodemgebruik en omliggende gemeenten

## Foto's

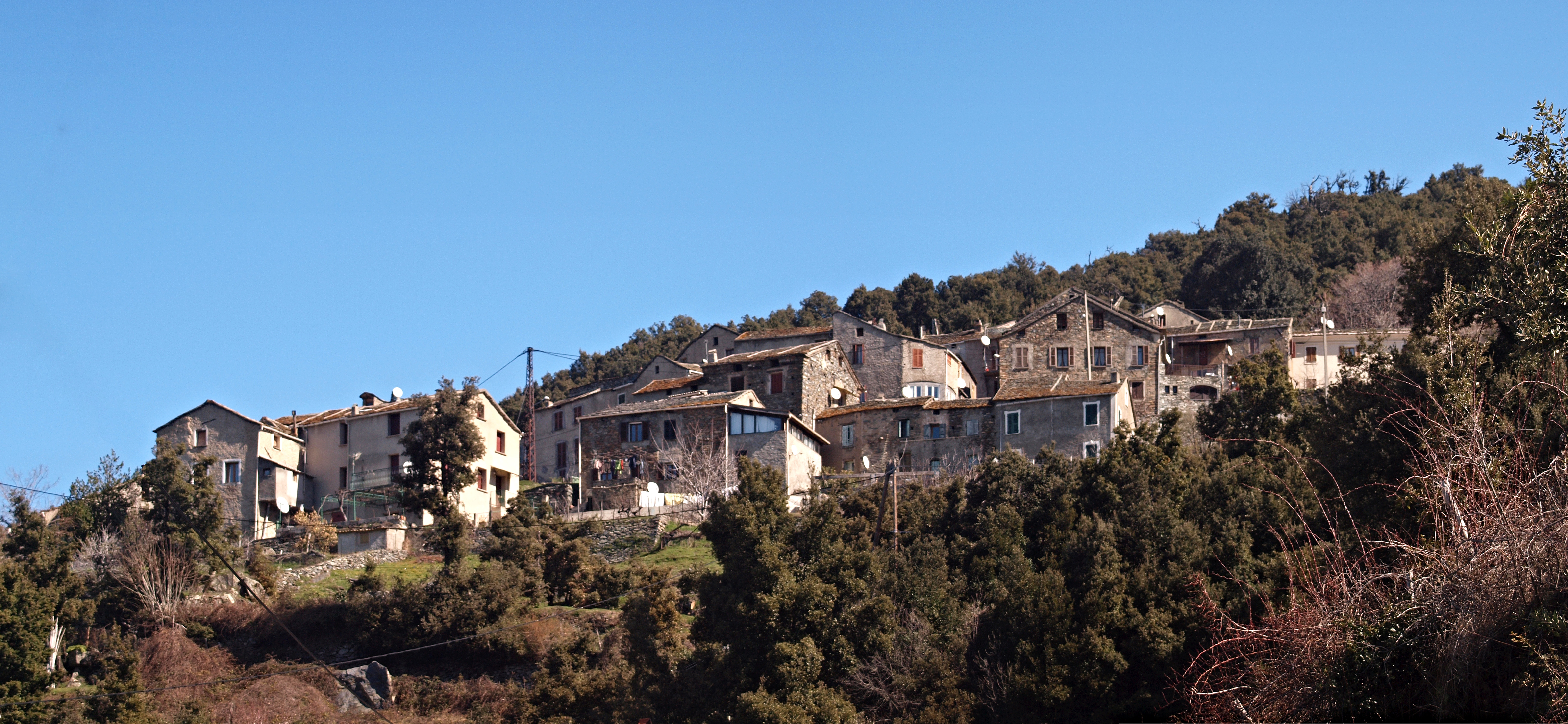
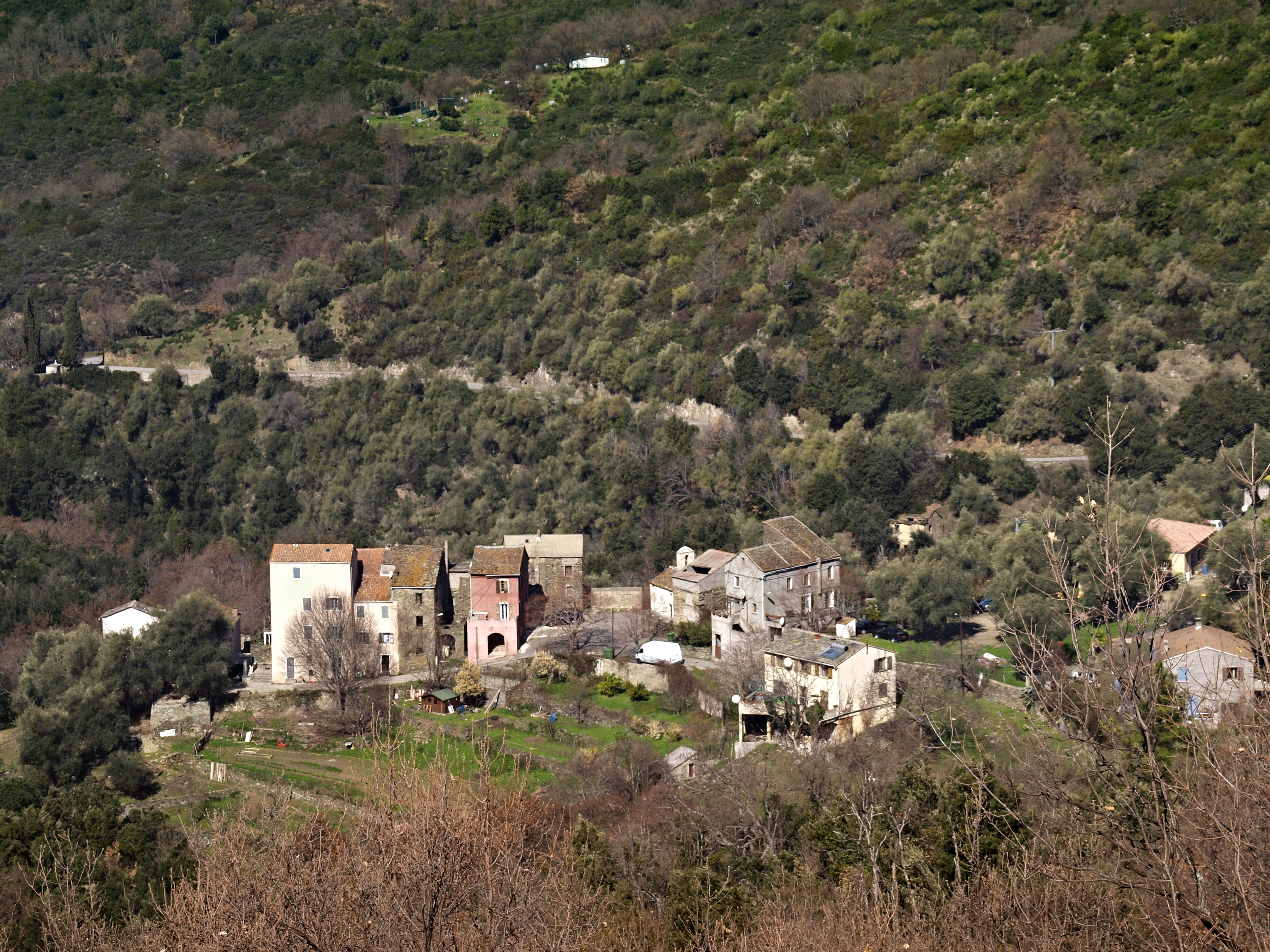
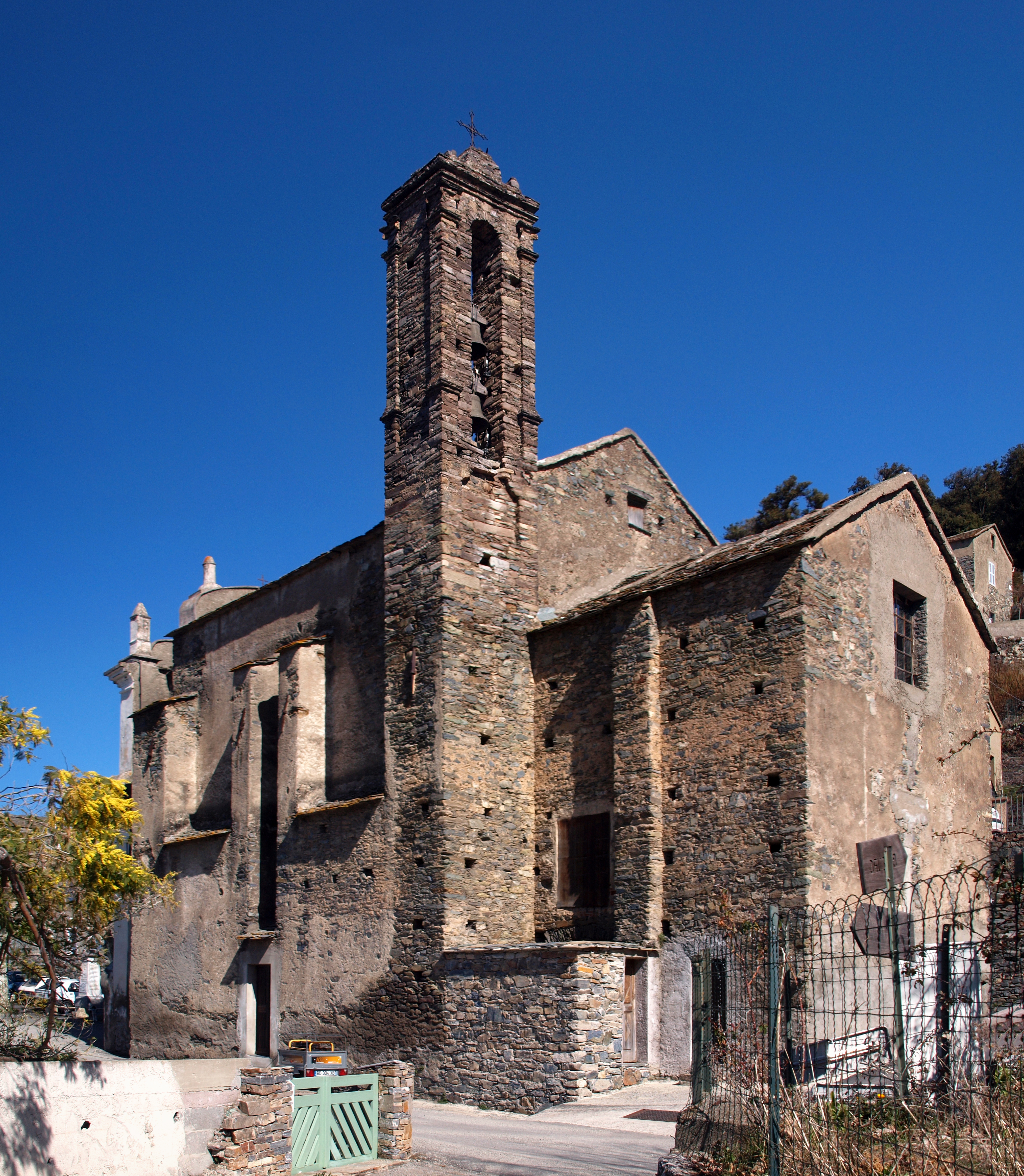
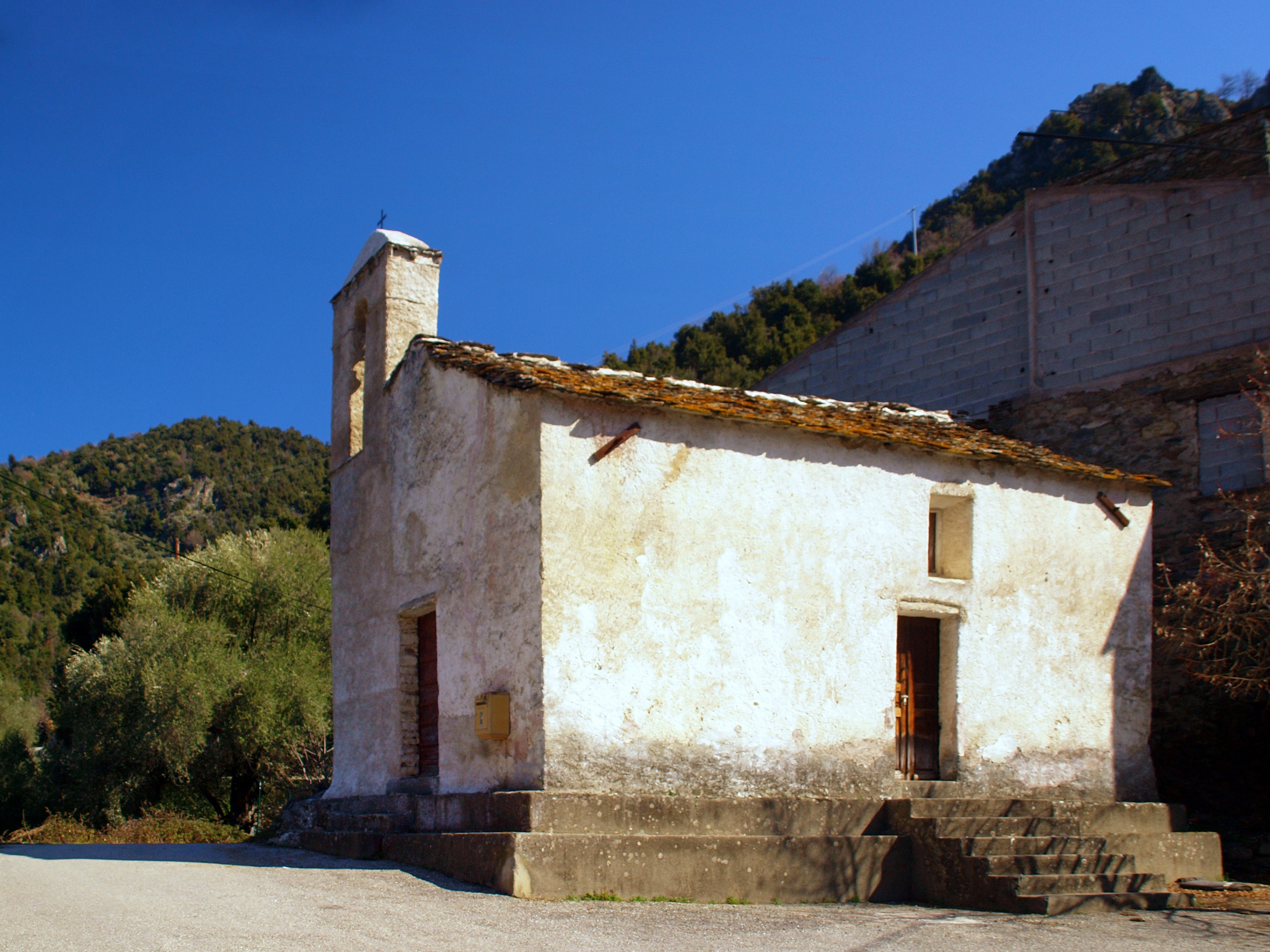